# Huron-Gletscher
Der Huron-Gletscher ist ein Gletscher auf der Livingston-Insel im Archipel der Südlichen Shetlandinseln. Er fließt in östlicher Richtung zur Moon Bay.
Das UK Antarctic Place-Names Committee benannte ihn 1958 nach dem US-amerikanischen Robbenfänger Huron unter Kapitän John Davis, der in zwei antarktischen Sommerkampagnen zwischen 1820 und 1822 in den Gewässern um die Südlichen Shetlandinseln operierte.